# Calymperes venezuelanum
Calymperes venezuelanum är en bladmossart som beskrevs av Brotherus och Henri François Pittier 1936. Calymperes venezuelanum ingår i släktet Calymperes och familjen Calymperaceae. Inga underarter finns listade i Catalogue of Life.